# NGC 460
NGC 460 (другое обозначение — ESO 29-SC39) — рассеянное скопление с эмиссионной туманностью в созвездии Тукан. Возможно, наблюдалось Джеймсом Данлопом в 1826 году, но первооткрывателем считается Джон Гершель, а годом открытия — 1834. Описывается Дрейером как «тусклый, довольно крупный объект неправильной, но округлой формы, более яркий в середине, пёстрый, но детали не различить, второй из нескольких подобных». Скопление находится в Малом Магеллановом Облаке, и, по оценкам, довольно молодо: его возраст оценивается в диапазоне от 10 до 25 миллионов лет
Этот объект входит в число перечисленных в оригинальной редакции «Нового общего каталога».